# Giuseppe Maria Mitelli
Giuseppe Maria Mitelli (Bologne, 1634-1718) est un peintre et graveur italien du XVIIe siècle et du début du XVIIIe siècle. Il est le fils du célèbre peintre Agostino Mitelli.

## Biographie
Giuseppe Maria Mitelli bien que peintre comme son père (il reproduisit  à l'huile des chefs-d'œuvre  des Carrache et du Guerchin), fut un de plus prolifiques graveurs de son temps. Il réalisa à l'eau-forte de nombreux sujets de différents genres : des scènes de genre, des allégories profanes ou sacrées, des satires politiques, des proverbes, des jeux de société.
Ses gravures étaient accompagnées de commentaires brefs ou de poésies en italien du XVIIe siècle ou parfois en dialecte bolonais.